# Bazeilles-sur-Othain
Pour les articles homonymes, voir Bazeilles et Othain.
Bazeilles-sur-Othain est une commune française située dans le département de la Meuse, en région Grand Est.
Elle fait partie de la Lorraine gaumaise.

## Géographie

### Localisation
Bazeilles-sur-Othain est traversée par l'Othain, un affluent de la Chiers.

### Hydrographie

#### Réseau hydrographique
La commune est dans le bassin versant de la Meuse au sein du bassin Rhin-Meuse. Elle est drainée par l'Othain,.
L'Othain, d'une longueur de 67 km, prend sa source dans la commune de Gondrecourt-Aix et se jette  dans la Chiers à Montmédy, après avoir traversé 25 communes. 

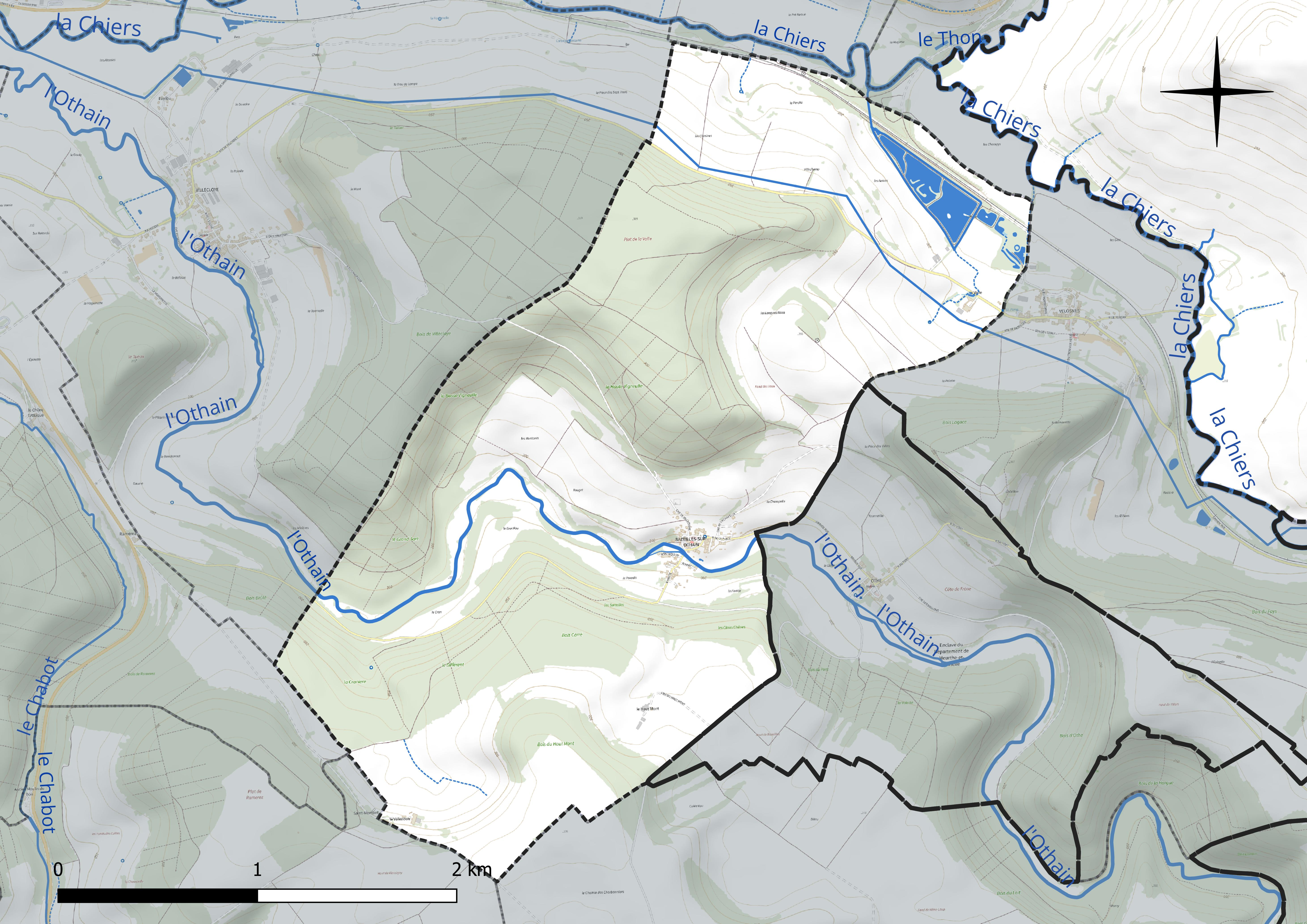
Réseau hydrographique de Bazeilles-sur-Othain.

#### Gestion et qualité des eaux
Le territoire communal est couvert par le schéma d'aménagement et de gestion des eaux (SAGE) « Bassin ferrifère ». Ce document de planification concerne le périmètre des anciennes galeries des mines de fer, des aquifères et des bassins versants hydrographiques associés qui s’étend sur 2 418 km2. Les bassins versants concernés sont celui de la Chiers en amont de la confluence avec l'Othain, et ses affluents (la Crusnes, la Pienne, l'Othain), celui de l'Orne et ses affluents et celui de la Fensch, le Veymerange, la Kiesel et les parties françaises du bassin versant de l'Alzette et de ses affluents (Kaylbach, ruisseau de Volmerange). Il a été approuvé le 27 mars 2015. La structure porteuse de l'élaboration et de la mise en œuvre est la région Grand Est. 
La qualité des cours d’eau peut être consultée sur un site dédié géré par les agences de l’eau et l’Agence française pour la biodiversité. 

### Climat
Pour des articles plus généraux, voir Climat du Grand Est et Climat de la Meuse.
En 2010, le climat de la commune est de type climat de montagne, selon une étude du Centre national de la recherche scientifique s'appuyant sur une série de données couvrant la période 1971-2000. En 2020, Météo-France publie une typologie des climats de la France métropolitaine dans laquelle la commune est dans une zone de transition entre le climat océanique altéré et le climat océanique altéré et est dans la région climatique  Lorraine, plateau de Langres, Morvan, caractérisée par un hiver rude (1,5 °C), des vents modérés et des brouillards fréquents en automne et hiver. 
Pour la période 1971-2000, la température annuelle moyenne est de 9,9 °C, avec une amplitude thermique annuelle de 16,2 °C. Le cumul annuel moyen de précipitations est de 961 mm, avec 14,4 jours de précipitations en janvier et 9,9 jours en juillet. Pour la période 1991-2020, la température moyenne annuelle observée sur la station météorologique de Météo-France la plus proche, « Villette », sur la commune de Villette à 9 km à vol d'oiseau, est de 10,1 °C et le cumul annuel moyen de précipitations est de 909,4 mm. 
La température maximale relevée sur cette station est de 39 °C, atteinte le 25 juillet 2019 ; la température minimale est de −14,8 °C, atteinte le 20 décembre 2009,,. 
Les paramètres climatiques de la commune ont été estimés pour le milieu du siècle (2041-2070) selon différents scénarios d'émission de gaz à effet de serre à partir des nouvelles projections climatiques de référence DRIAS-2020. Ils sont consultables sur un site dédié publié par Météo-France en novembre 2022.

## Urbanisme

### Typologie
Au 1er janvier 2024, Bazeilles-sur-Othain est catégorisée commune rurale à habitat dispersé, selon la nouvelle grille communale de densité à sept niveaux définie par l'Insee en 2022.
Elle est située hors unité urbaine et hors attraction des villes,.

### Occupation des sols
L'occupation des sols de la commune, telle qu'elle ressort de la base de données européenne d’occupation biophysique des sols Corine Land Cover (CLC), est marquée par l'importance des territoires agricoles (55,8 % en 2018), en augmentation par rapport à 1990 (54,4 %). La répartition détaillée en 2018 est la suivante : 
forêts (44,2 %), terres arables (39 %), prairies (13,5 %), zones agricoles hétérogènes (3,4 %). L'évolution de l’occupation des sols de la commune et de ses infrastructures peut être observée sur les différentes représentations cartographiques du territoire : la carte de Cassini (XVIIIe siècle), la carte d'état-major (1820-1866) et les cartes ou photos aériennes de l'IGN pour la période actuelle (1950 à aujourd'hui).

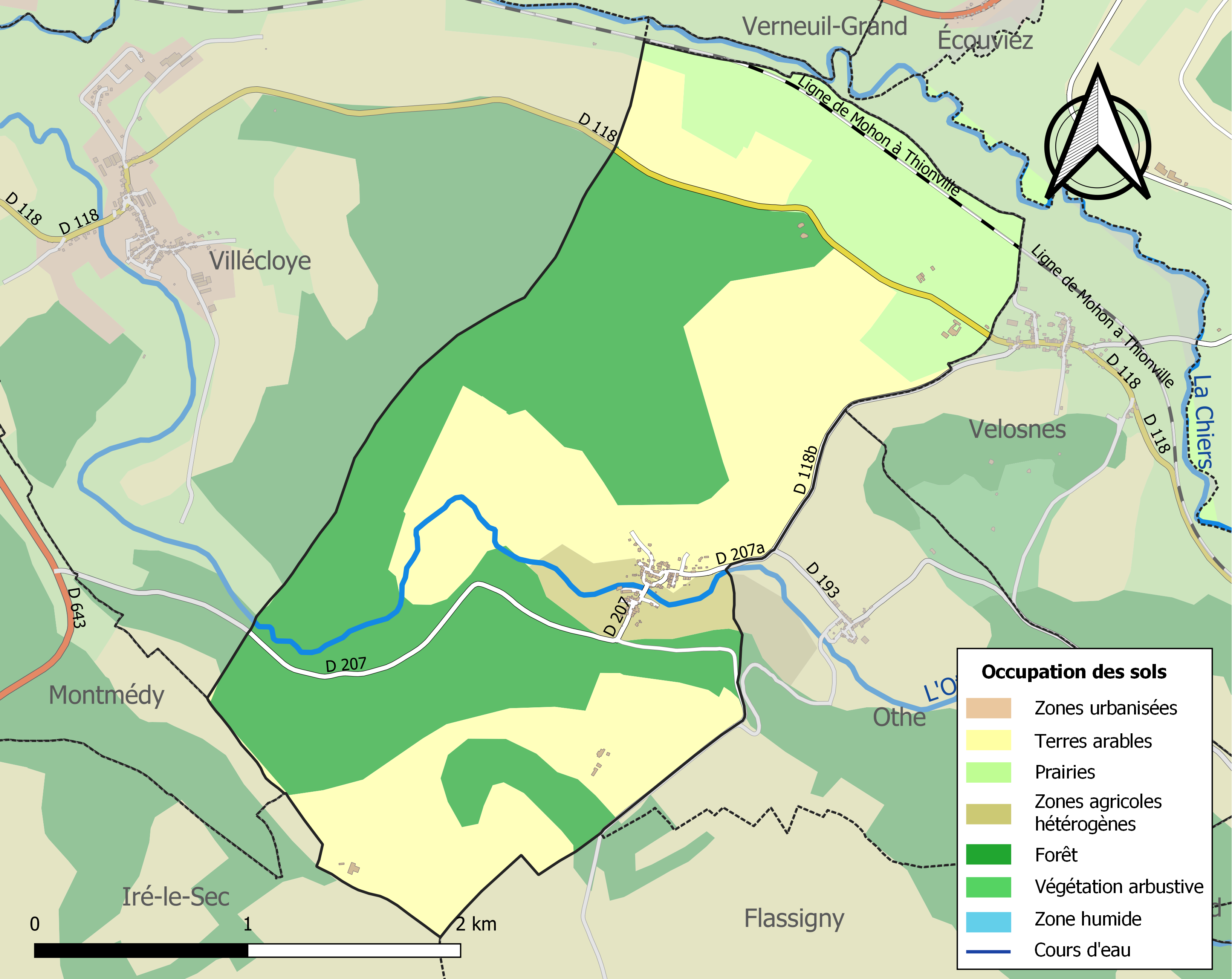
Carte des infrastructures et de l'occupation des sols de la commune en 2018 (CLC).

## Toponymie
Baseye (1163), Bazuel (1194), Baisselles (1276), Bazeille (1348), Baseille (1656), Bazaille (1700); du bas latin basilica, "chapelle, église rurale".
L'Othain est une rivière du Grand Est, affluent de la Chiers en rive gauche, donc sous-affluent de la Meuse.

## Histoire
Avant 1430, Bazeilles était terre commune entre le Luxembourg et le Barrois. Bazeilles a donné son nom à une maison de nom et d’armes, depuis longtemps éteinte, qui portait : de gueules à trois herses d'or, deux en chef et une en pointe. Elle était probablement issue de la maison de Latour, à Virton. Des Bazeilles est issue la maison de Lavaulx, établie non loin à Vilosne, dans la maison-forte de Lavaulx ou Laval.
Parmi les Bazeilles sont notamment identifiés :
- Anselme de Bazeilles, donateur de l'abbaye d'Orval, avec confirmation de cet acte en 1175
- Jean de Bazeilles, époux d'Aélis, veuve de Colard de Bouillon. En 1256, il est vassal de Jean de Latour
- Jaquemont de Bazeilles, moine de l'abbaye de Saint-Hubert en 1298
- Allard de Bazeilles, vassal en 1289 du comte Henri V de Luxembourg
- Wary de Bazeilles, cadet de sa famille, seigneur de Laval ou de Lavaulx, époux de Marie d'Artaize, possesseur du château de Laval en 1333, participe à la guerre entre le comte de Bar et la ville de Verdun
- Laurette de Bazeilles, épouse d'Arnould Cornical, de Grand-Failly, vend les biens de sa famille à Bazeilles vers 1364. La lignée des Bazeilles s'interrompt et la branche cadette prend le nom de Laval ou Lavaulx.

La seigneurie de Bazeilles passe en diverses portions aux Lavaulx et à leurs parents à compter du XIVè siècle, puis aux Malmédy au XIVè s., puis aux Giltingen, enfin aux Wopersnow, seigneurs prussiens au service de l'Espagne et aux du Han de Martigny.
Avant 1603, Bazeilles est terre commune entre le Luxembourg et la Lorraine. Avant 1678, terre espagnole. Avant 1790, terre de France. Était rattachée au diocèse de Trèves.

## Politique et administration
| Période                                  | Période       | Identité                                        | Étiquette | Qualité              |
| ---------------------------------------- | ------------- | ----------------------------------------------- | --------- | -------------------- |
| Les données manquantes sont à compléter. |               |                                                 |           |                      |
| mars 2001                                | décembre 2006 | Jacques Evrard                                  | FN        |                      |
| décembre 2006                            | mars 2014     | Maurice Daunois                                 | PS        |                      |
| mars 2014                                | En cours      | Fabienne Thomas Réélue pour le mandat 2020-2026 | SE        | Employée de commerce |

## Population et société

### Démographie
L'évolution du nombre d'habitants est connue à travers les recensements de la population effectués dans la commune depuis 1793. Pour les communes de moins de 10 000 habitants, une enquête de recensement portant sur toute la population est réalisée tous les cinq ans, les populations de référence des années intermédiaires étant quant à elles estimées par interpolation ou extrapolation. Pour la commune, le premier recensement exhaustif entrant dans le cadre du nouveau dispositif a été réalisé en 2006.

En 2022, la commune comptait 109 habitants, en évolution de −6,84 % par rapport à 2016 (Meuse : −4,4 %, France hors Mayotte : +2,11 %).
| 1793 | 1800 | 1806 | 1821 | 1831 | 1836 | 1841 | 1846 | 1851 |
| ---- | ---- | ---- | ---- | ---- | ---- | ---- | ---- | ---- |
| 215  | 238  | 239  | 233  | 249  | 266  | 246  | 260  | 234  |

| 1856 | 1861 | 1866 | 1872 | 1876 | 1881 | 1886 | 1891 | 1896 |
| ---- | ---- | ---- | ---- | ---- | ---- | ---- | ---- | ---- |
| 244  | 275  | 238  | 212  | 207  | 205  | 210  | 224  | 231  |

| 1901 | 1906 | 1911 | 1921 | 1926 | 1931 | 1936 | 1946 | 1954 |
| ---- | ---- | ---- | ---- | ---- | ---- | ---- | ---- | ---- |
| 204  | 182  | 170  | 146  | 128  | 130  | 179  | 107  | 120  |

| 1962 | 1968 | 1975 | 1982 | 1990 | 1999 | 2006 | 2011 | 2016 |
| ---- | ---- | ---- | ---- | ---- | ---- | ---- | ---- | ---- |
| 118  | 118  | 109  | 96   | 72   | 91   | 97   | 114  | 117  |

| 2021 | 2022 | - | - | - | - | - | - | - |
| ---- | ---- | - | - | - | - | - | - | - |
| 111  | 109  | - | - | - | - | - | - | - |

## Culture locale et patrimoine

### Lieux et monuments

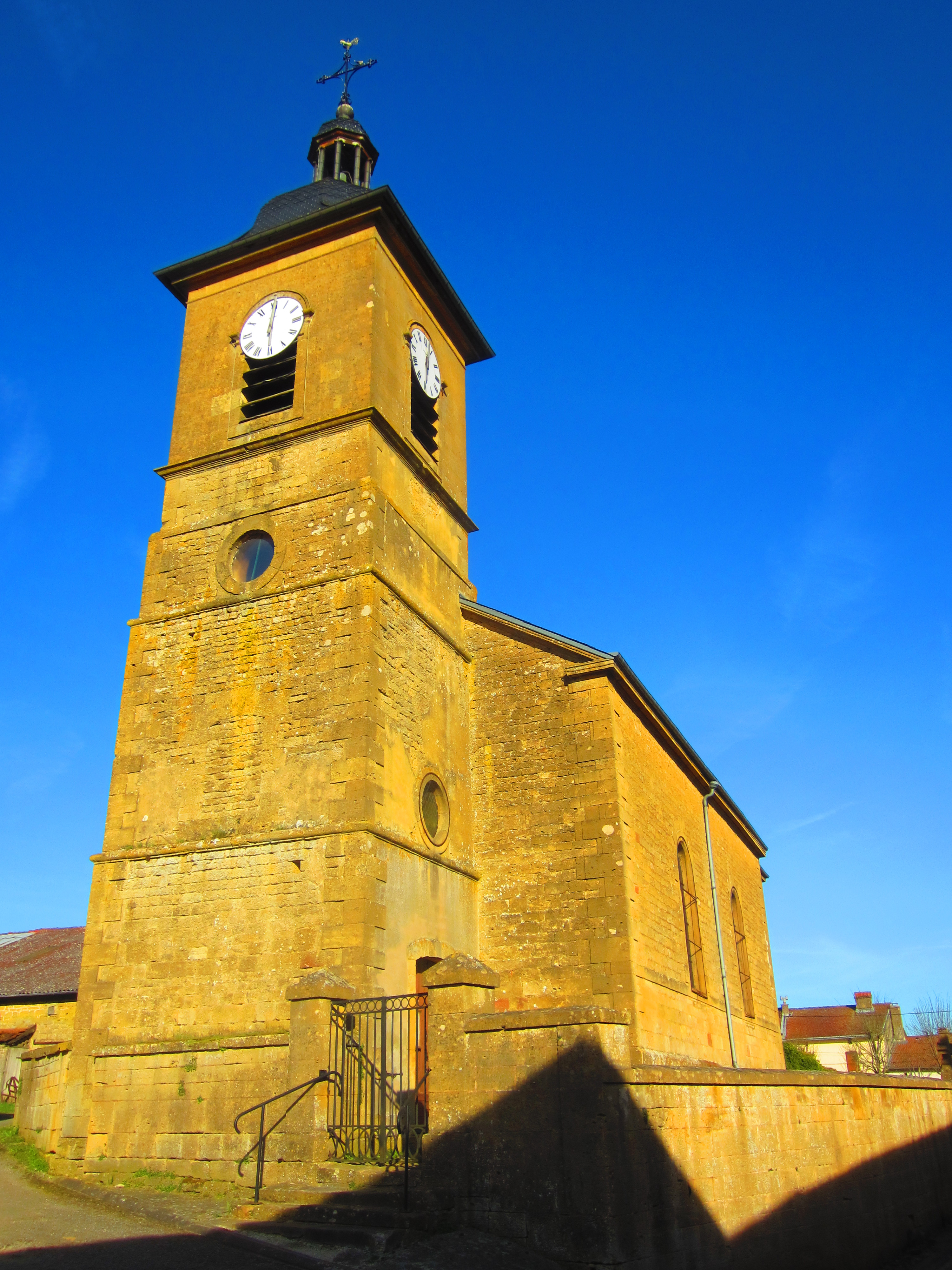
L'église Saint-Martin.

- L'église Saint-Martin construite en 1755, tour élevée en 1827, ainsi que nef et clocher
- Emplacement du château de Bazeilles dans le village; loti en plusieurs propriétés. Il est situé au 3-7, rue de la Place. Le n°7 conserve des caves médiévales, sur lesquelles avait été bâti un logis des XVe – XVIe siècles. Une maison du XIXè s. a remplacé ces constructions. Le château a comporté une tour carrée toujours visible au nord-ouest.

### Héraldique, logotype et devise
| Blason de Bazeilles-sur-Othain | Blason  | De gueules à deux herses sarrasines d'or surmontant une roue de moulin du même; au chef triangulaire ondé d'azur soutenu d’argent chargé d'un coq de clocher d'or mouvant de la partition. |
| Blason de Bazeilles-sur-Othain | Détails | Création Robert A. Louis et Dominique Lacorde. Adopté le 25 septembre 2017. |

Bazeilles a donné son nom à une maison de nom et d’armes, depuis longtemps éteinte, qui portait : de gueules à trois grilles ou herses d'or, deux en chef et une en pointe.